# Nomenclature ouverte
La nomenclature ouverte est un ensemble de termes partiellement informels par lesquels un taxonomiste peut exprimer des remarques sur ses propres travaux. Ceci contraste avec les listes de synonymie, par lesquelles un taxonomiste exprime une opinion sur le travail des autres. Ces remarques prennent communément la forme d'expressions taxonomiques abrégées dans la classification biologique.

## Usage de la nomenclature ouverte
Les expressions les plus couramment utilisés sont « aff. », « cf. », « ? » et « sp. ». Il n’existe pas de convention stricte dictant quelles expressions utiliser et où les placer dans le nom scientifique d'une espèce ou d'un autre taxon, et cela peut conduire à des difficultés d’interprétation. Cependant, la principale question en suspens concerne la façon dont leurs significations sont à interpréter. Le Code international de nomenclature zoologique ne fait aucune référence à la nomenclature ouverte, laissant son utilisation et sa signification ouvertes à l'interprétation par les taxonomistes.

## Bibliothèque
- Peter Bengtson, « Open nomenclature », Palaeontology, vol. 31, no 1,‎ 1988, p. 223–227 (lire en ligne [archive du 23 janvier 2011] [PDF], consulté le 23 janvier 2011)